# Pehuenchesuchus
Pehuenchesuchus (betekent 'Pehuenche krokodil', naar de Mapuche naam voor de regio waarin het werd gevonden) is een geslacht van uitgestorven sebecosuchische Mesoeucrocodylia dat tijdens het Krijt leefde in het gebied van het huidige Argentinië. 

## Naamgeving
Pehuenchesuchus werd ontdekt in rotsen van het Laat-Krijt (Laat-Turonien-Coniacien) in de Río Neuquén-formatie (Neuquén Group), in de buurt van Rincón de los Sauces, Neuquén, Argentinië.
De typesoort Pehuenchesaurus enderi werd in 2005 benoemd door Alan Turner en Jorge Orlando Calvo op basis van holotype MAU-PV-CRS-440, een bijna volledig rechterdentarium (het belangrijkste tanddragende bot van de onderkaak). De geslachtsnaam verwijst naar het vondstgebied. De soortaanduiding is genoemd naar Ender Wiggin, een personage in de werken van de sciencefictionschrijver Orson Scott Card, met name zijn met de Nebula Award bekroonde roman Ender's Game.

## Beschrijving
Dit dier had een smalle, hoge onderkaak en verschilde van alle andere sebecosuchiërs door het ontbreken van vertanding op overdwars afgeplatte tanden. De buitenste zijwand van het dentarium toont een lengtegroeve. De tandenrij is golvend in bovenaanzicht. Het dentarium draagt zeven tanden. De eerste en vierde tand waren de grootste en de eerste tand wees iets naar voren. De eerste vier tanden staan op een verhoogd gedeelte. Het bewaarde kaakbot is ongeveer 210 millimeter lang.

## Fylogenie
Turner en Calvo ontdekten dat hun nieuwe geslacht de meest basale sebecosuchiër was. 